# George Simpson (météorologue)
Pour les articles homonymes, voir George Simpson et Simpson.
George Clarke Simpson, né le 2 septembre 1878 à Derby et mort le 1er janvier 1965, est un météorologue britannique.

## Biographie
Il étudie à l'Owens College puis à l'Université de Göttingen avant de partir travailler à Shimla. Simpson intègre par la suite l'équipe scientifique de l'expédition Terra Nova (1910-1913) de Robert Falcon Scott, ses travaux posant les bases de la météorologie dans l'Antarctique.
Il retourne à Shimla lors de la Première Guerre mondiale, dirige de 1920 à 1938 le Met Office et est président du Royal Meteorological Society de 1940 à 1942.

## Domaine de recherche
Simpson se passionne notamment pour la recherche des causes de la foudre et pour l'étude des effets des conditions orageuses sur le type d'électricité (transportée par la pluie). Il crée notamment une version modifiée de l'échelle de Beaufort (qui prend son nom) et un matériel automatique de mesure de l'électricité transportée par la pluie (voir ci-dessous).
En 1909, dans le journal de la Royal Society , il réétudie de manière plus moderne (mesures automatisées) et en zone tropicale, sur un long pas de temps, le phénomène de transport d'électricité atmosphérique décrit près de 130 ans avant lui par l'abbé Bertholon. 
Il profite pour cela des établissements installés dans les colonies indiennes de l'Angleterre pour faire ses mesures dans une région bien plus orageuse et pluvieuse que son pays natal. 
Dans un long article (près de 150 pages), il décrit 
1. ) comment mesurer l'électricité de la pluie,
2. ) les expériences faites en 1907 et 1908, parallèlement in situ et en laboratoire à Shimla (Inde), ville est située à 7000 pieds au-dessus du niveau de la mer, avec une température plutôt fraiche pour cette latitude, mais caractérisée par un ensoleillement presque ininterrompu en avril-mai et par un environnement ensuite très favorable à la formation d'orages parfois violents. 
Pour la première fois, la charge électrique de toutes les pluies d'orages ou de mousson a été enregistrée systématiquement au moyen d'un « électromètre à auto-enregistrement Benndorf G »[3], associé à un système d'horodatage (à la manière des baromètres à papier gradué sur cylindre) dans un système de collecte des eaux de pluie, avec une mesure toutes les deux minutes de la pluviométrie de « presque toutes les pluies », durant toute la saison des pluies et du gradient électrique à partir du 18 juin, « sans aucune défaillance » selon l'auteur, pour une période étudiée correspondant à  une pluviométrie de 76,3 cm au total. 
En parallèle, des expériences et calculs en laboratoire visaient à déterminer l'origine de l'électricité des orages (origine qui ne faisait alors pas encore consensus chez les météorologues) ;
3. ) la nouvelle théorie qu'il en déduit[4].

Ses observations apportent des informations importantes pour la compréhension de certains phénomènes météorologiques, et battent en brèche plusieurs consensus scientifiques préexistant à ce travail. Elles intéressent aussi les chercheurs travaillant au début du XXe siècle sur l'électroculture qui présentaient des résultats intéressants, mais encore inexpliqués.

## Distinctions
Il est membre de l'Ordre du Bain (1926), de l'Ordre de l'Empire britannique (1919) et de la Royal Society (1915).